# Carpodacus pulcherrimus
Il carpodaco magnifico himalayano (Carpodacus pulcherrimus (Moore, 1856)) è un uccello passeriforme della famiglia dei Fringillidi.

## Etimologia
Il nome scientifico della specie, pulcherrimus, deriva dal latino ed è il superlativo di pulcher, "bello", in riferimento alla livrea dei maschi adulti: il nome comune altro non è che una traduzione di quello scientifico.

## Descrizione

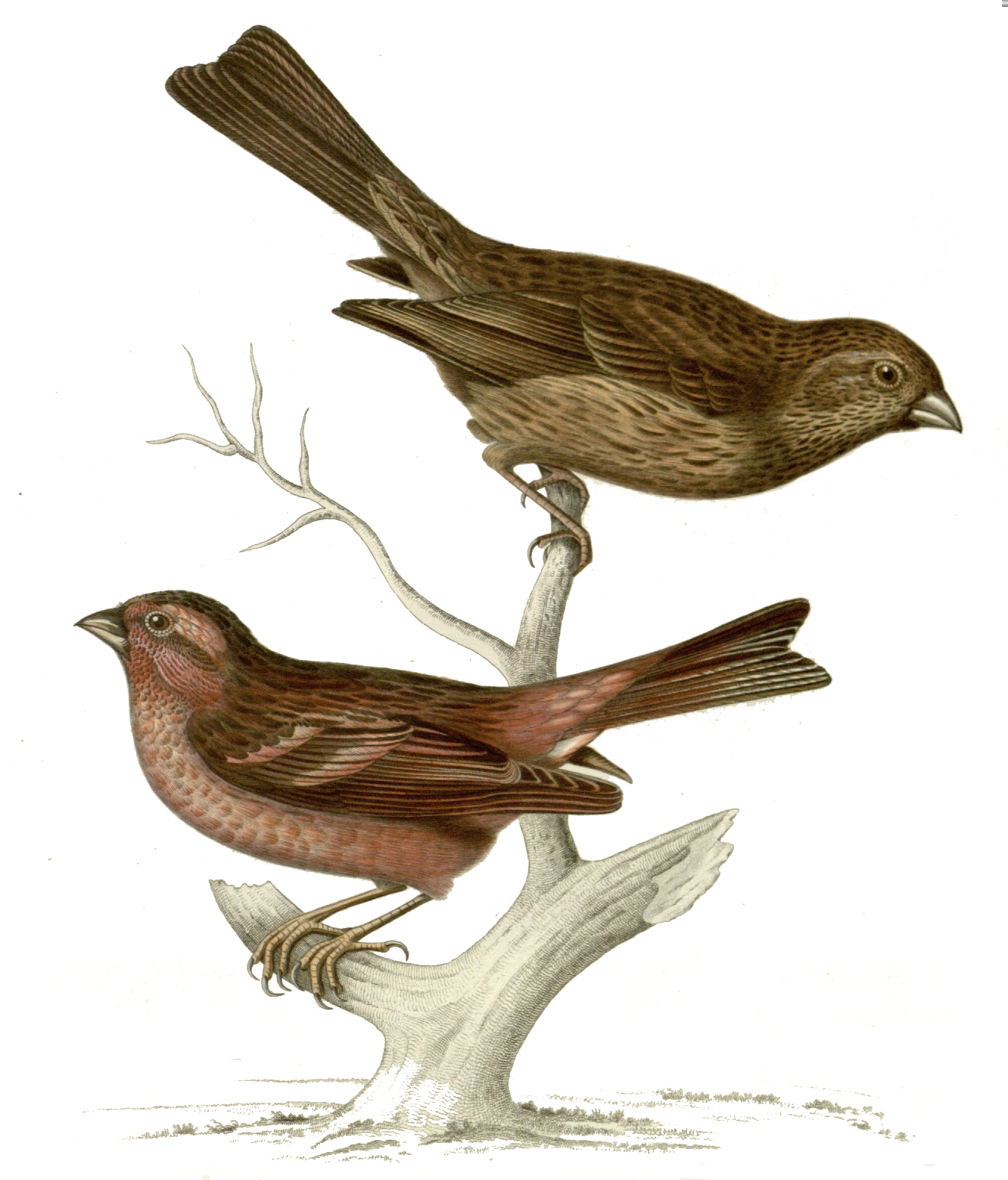
Coppia (maschio in basso) in un'illustrazione.

### Dimensioni
Misura 15–18 cm di lunghezza, per 18-38 g di peso.

### Aspetto
Si tratta di uccelli dall'aspetto robusto , muniti di testa tondeggiante con grandi occhi e becco conico, ali allungate e coda dalla punta lievemente forcuta.
Il piumaggio presenta dimorfismo sessuale evidente: i maschi presentano faccia (dal sopracciglio in giù), petto, fianchi e codione di colore rosso ciliegia, mentre fronte, vertice, nuca e dorso sono di colore bruno, ali e coda sono nerastre e il sottocoda è bianco. La femmina, invece, manca del tutto della colorazione rossa, sostituita dal grigio-biancastro, mentre l'area dorsale è bruna: in ambedue i sessi, come tipico dei carpodacini, le penne presentano bande di colore più scuro, che danno alla livrea un aspetto screziato. In ambedue i sessi, gli occhi sono di colore bruno scuro, le zampe sono nerastre ed il becco è grigio-nerastro superiormente (con tendenza a schiarirsi alla base) e grigio-avorio inferiormente.

## Biologia
Si tratta di uccelli dalle abitudini diurne, che passano la maggior parte della giornata al suolo alla ricerca di cibo, muovendosi in coppie o in gruppetti e tenendosi in contatto mediante richiami cinguettanti.

### Alimentazione
Il carpodaco magnifico è perlopiù granivoro, nutrendosi in massima parte di piccoli semi, oltre che di altri alimenti di origine vegetale come germogli, boccioli e bacche, e sporadicamente (soprattutto durante il periodo estivo) anche di insetti ed altri piccoli invertebrati.

### Riproduzione
La stagione riproduttiva va da giugno a settembre: si tratta di uccelli monogami, con le coppie che si dimostrano piuttosto territoriali durante il periodo degli amori.
Il nido, a forma di coppa, viene costruito dalla sola femmina fra i cepsugli: esso è composto di fibre vegetali esternamente, e foderato internamente di pelame. Al suo interno, la femmina depone 4-6 uova, che provvede a covare da sola (col maschio che staziona di guardia nei pressi del nido e si occupa di reperire il cibo per sé e per la compagna) per circa due settimane, al termine delle quali schiudono pulli ciechi ed implumi. Essi vengono accuditi da ambedue i genitori, i quali li imbeccano abbondantemente con semi rigurgitati e insetti: in tal modo, sono in grado d'involarsi attorno alle tre settimane dalla schiusa.

## Distribuzione e habitat
Come intuibile dal nome comune, il carpodaco magnifico himalayano è diffuso lungo le pendici meridionali della catena dell'Himalaya: lo si trova però anche nell'area di confine fra Cina e Mongolia.
L'habitat di questi uccelli è rappresentato dalle foreste montane e submontane a prevalenza di rododendri e querce, con presenza di denso sottobosco ed aree a vegetazione arborea diradata: per questo motivo, è possibile osservarlo frequentemente sul limitare dei boschi e nei campi di taglio.

## Sistematica
Se ne riconoscono due sottospecie:
- Carpodacus pulcherrimus pulcherrimus (Moore, 1856) – diffusa dall'Himachal Pradesh al Tibet sud-orientale, svernante in Bhutan;
- Carpodacus pulcherrimus argyrophrys Berlioz, 1929 – diffusa in Mongolia meridionale e Mongolia Interna occidentale, a sud fino al Tibet nord-orientale, attraverso le province di Ningxia, Quinghai orientale, Sichuan occidentale e Yunnan nord-occidentale;

In passato, anche il carpodaco magnifico cinese ed il carpodaco gropparosa venivano considerati sottospecie del carpodaco magnifico himalayano coi nomi rispettivamente di C. p. davidianus e C. p. waltoni, tuttavia attualmente si tende a considerarli come specie a sé stanti.